# Белое (Крым)
Бе́лое (до 1948 года Но́вый Абда́л, укр. Біле, крымскотат. Yañı Abdal, Янъы Абдал) — упразднённое село, вошедшее в состав Симферополя, располагавшееся севере города, севернее шоссе 35К-003 Симферополь — Феодосия (по украинской классификации P-23) на левом берегу реки Абдалка — сейчас микрорайон города Белое.

## История

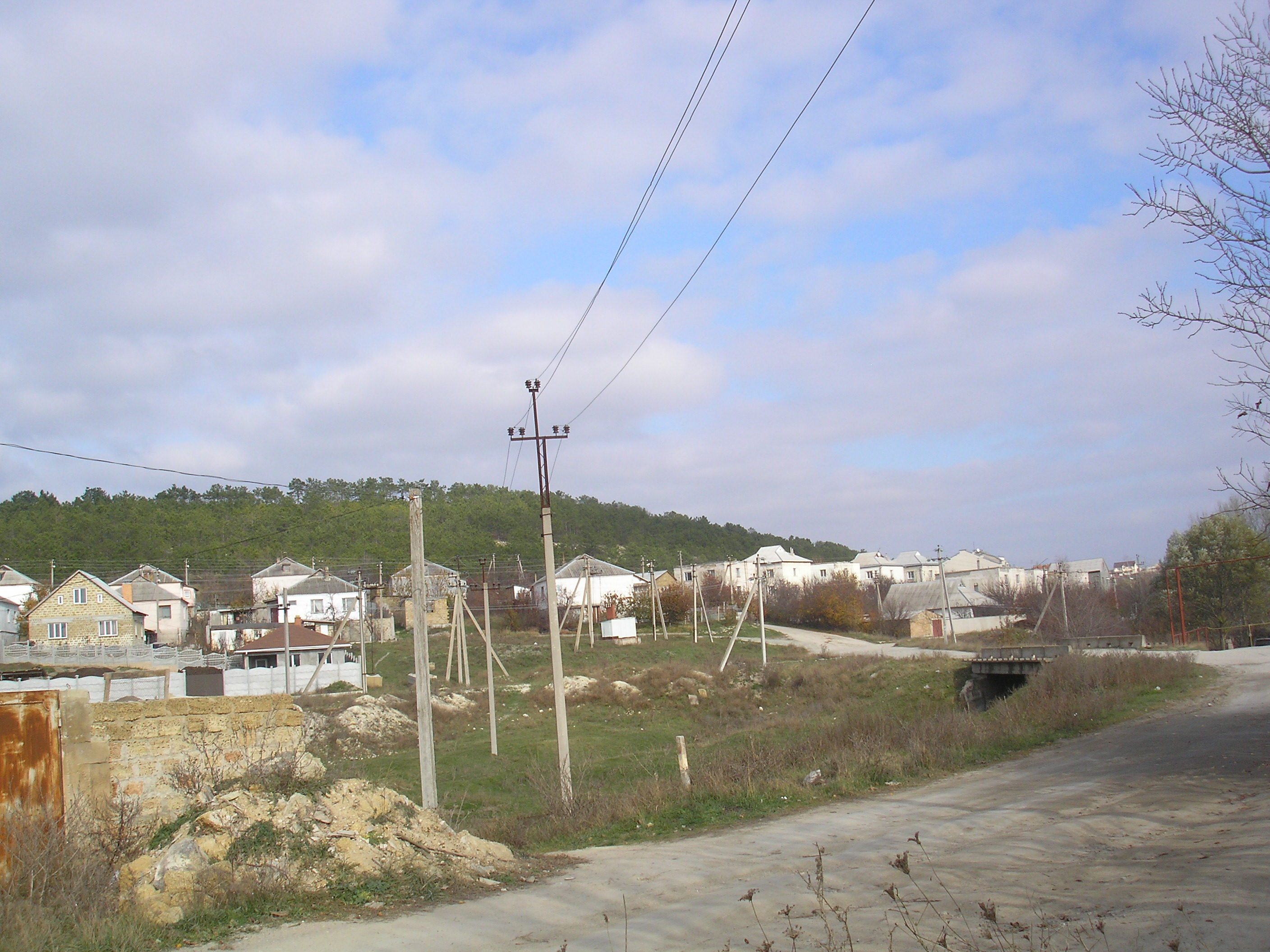

Впервые деревня, как Абдал Новый, с 8 дворами и 79 жителями, ещё не приписанная к определённой волости (так было со вновь образованными русскими сёлами), упоминается в «Памятной книге Таврической губернии 1889 года» по результатам Х ревизии 1887 года.
После земской реформы 1890-х годов деревню передали в состав новой Подгородне-Петровской волости Симферопольского уезда. Вновь, как отдельное селение, встречается в «…Памятной книжке Таврической губернии на 1902 год», согласно которой в деревне Абдал-русский, входившей в Сарабузское сельское общество, числилось 109 жителей в 12 домохозяйствах. По Статистическому справочнику Таврической губернии. Ч. II-я. Статистический очерк, выпуск шестой Симферопольский уезд, 1915 год, в деревне Абдал Русский Подгородне-Петровской волости Симферопольского уезда числилось 28 дворов с русским населением в количестве 85 человек приписных жителей и 14 — «посторонних», из которых 53 мужчин и 46 женщин. Жители владели 5 десятинами земли. В хозяйствах имелось 12 лошадей и 10 коров.
После установления в Крыму Советской власти, по постановлению Крымревкома от 8 января 1921 года была упразднена волостная система и село включили в состав вновь созданного Подгородне-Петровского района Симферопольского уезда, а в 1922 году уезды получили название округов. 11 октября 1923 года, согласно постановлению ВЦИК, в административное деление Крымской АССР были внесены изменения, в результате которых был ликвидирован Подгородне-Петровский район и образован Симферопольский и село включили в его состав. Согласно Списку населённых пунктов Крымской АССР по Всесоюзной переписи 17 декабря 1926 года, в селе Абдал Верхний, в составе упразднённого к 1940 году Бахчи-Элинского сельсовета Симферопольского района, числилось 46 дворов, из них 42 крестьянских, население составляло 205 человек, из них 204 русских и 1 записан в графе «прочие».
В 1944 году, после освобождения Крыма от фашистов, 12 августа 1944 года было принято постановление № ГОКО-6372с «О переселении колхозников в районы Крыма» и в сентябре 1944 года в район из Винницкой области переселялись семьм колхозников.С 25 июня 1946 года село в составе Крымской области РСФСР. 18 мая 1948 года указом Президиума Верховного Совета РСФСР Новый Абдал был переименован в деревню Белая (статус села присвоен позже). 26 апреля 1954 года Крымская область была передана из состава РСФСР в состав УССР. В 1960—1970-х годах входило в Каменский сельсовет, в состав города включено решением Крымоблисполкома от 7 апреля 1977 года (по справочнику «Крымская область. Административно-территориальное деление 1977 год» — в период с 1 января по 1 июня 1977 года).